# Walur (Pesisir Tengah)
Walur is een bestuurslaag in het regentschap Lampung Barat van de provincie Lampung, Indonesië. Walur telt 651 inwoners (volkstelling 2010).